# Streptanus bovinus
Streptanus bovinus är en insektsart som beskrevs av Dlabola 1967. Streptanus bovinus ingår i släktet Streptanus och familjen dvärgstritar. Inga underarter finns listade i Catalogue of Life.